# رؤیای لوله (موزیکال تئاتر)

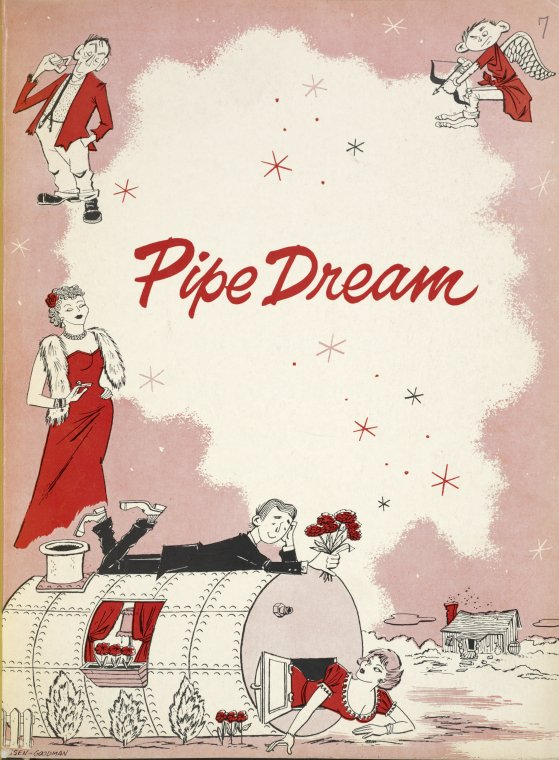
رویای لوله

رویای لوله یک تئاتر موزیکال از ریچارد راجرز و اسکار هامراشتاین II است؛ که برای اولین بار در ۳۰ نوامبر ۱۹۵۵ در برادوی به نمایش در آمد. کار بر اساس رمان کوتاه پنچشنبه شیرین اثر جان استاینبک پایه‌ریزی شد. جان استاینبگ رمان پنجشنبه شیرین را در تتمه (به انگلیسی: Sequel) رمان Cannery Row نگاشته است. این موزیکال تئاتر در باره بک داستان عاشقانه بین یک زیست‌شناس دریایی و و یک زن به‌نام سوزی است.